# Península de Hook
A  Península de Hook é uma península localizada no Condado de Wexford, na República da Irlanda. Ela tem sido uma passagem para o sudeste da Irlanda por levas sucessivas de recém-chegados, incluindo os viquingues, anglo-normandos e os ingleses.
O litoral oferece uma praia por dia durante uma quinzena e é uma das atrações especiais dessa área. Belas aldeias de pesca, observatório de pássaros nas terras lamacentas do Estuário Bannow, pesca à vara em mar profundo, mergulho com snorkel (esnórquel) e nado são parte da vida marítima da área. Rios, vales, estuários e morros ondulados forneceram ao sudoeste de Wexford ricas terras de pastagem.

## Publicações sobre a península
- Billy Colfer (20 de abril de 2008). The Hook Peninsula, County Wexford. [S.l.]: Cork University Press. ISBN 9781859183786